# Station Habrough
Habrough is een spoorwegstation van National Rail in Habrough, North East Lincolnshire in Engeland. Het station is eigendom van Network Rail en wordt beheerd door Northern Rail. 